# Dürr-Ellenbach
Dürr-Ellenbach war ein Ort, dessen Gemarkung mit Aschbach, einem Ortsteil von Wald-Michelbach im südhessischen Landkreis Bergstraße, vereinigt wurde. Von dem Ort ist nur ein Forsthaus übrig geblieben.

## Geographische Lage
Das von Dürr-Ellenbach verbliebene Forsthaus liegt mitten im Odenwald, im Osten des Gemeindegebiets von Wald-Michelbach, an einer Talverzweigung des gleichnamigen Bachs, allseits umgeben von bewaldeten Höhen. Der Ellenbach ist ein linker östlicher Zufluss des Ulfenbachs. Er entspringt am Südhang des Kleinen Meisenbergs (528 m), fließt nach Süden und mündet bei Ober-Schönmattenwag. Ein großer Teil des Talgrundes, der sich durch einen naturnahen Bachlauf und artenreiche Wiesen im schmalen Tal auszeichnet, ist als Naturschutzgebiet und FFH-Gebiet Dürr-Ellenbachtal von Wald-Michelbach ausgewiesen.
Die nächstgelegenen Ortschaften sind Aschbach im Westen, Affolterbach im Norden, Olfen im Osten sowie Raubach und Ober-Schönmattenwag im Süden.

## Geschichte

### Von den Anfängen bis zum 18. Jahrhundert
Dürr-Ellenbach entstand im Gebiet der ehemaligen Mark Heppenheim, eines Verwaltungsbezirks im Frankenreich. Am 20. Januar 773 schenkte Karl der Große die Stadt Heppenheim nebst dem zugehörigen Bezirk, der ausgedehnten Mark Heppenheim, dem Reichskloster Lorsch.
Von hier wurde die Urbarmachung und Besiedlung des Gebietes betrieben. Der Blütezeit des Klosters Lorsch, in dessen Gebiet Dürr-Ellenbach lag, folgte im 11. und 12. Jahrhundert sein Niedergang. 1232 wurde Lorsch dem Erzbistum Mainz unterstellt.
Die erste Erwähnung des Ortes findet sich 1437 als Dorn Elbach im Urkundenbuch des Staatsarchives Darmstadt des Ortes Ober-Schönmattenwag. Die Siedlung bestand aus einzelnen Höfen ohne Ortscharakter. Schon im Jahr 1430 gab es eine Erwähnung des Gebiets in einem Schiedsspruch zwischen Erzbischof Konrad von Mainz und dem Pfalzgrafen Ludwig, wonach Kurmainz seit der Zeit Erzbischofs Adolf »in Dornellbacher Allmend die Jagd hatte«. Aus dem Jahr 1480 ist überliefert, dass Dürr-Ellenbach den kleinen Zehnten von jährlich 4 fl. an die Kurmainzer Kellerei Heppenheim zu liefern hatte.
Für das Jahr 1568 ist belegt, dass Dürr-Ellenbach zum Kurmainzer „Amt Starkenburg“ und dort zur „Zent Abtsteinach“ zählt.
Im Verlauf der für Kurmainz verhängnisvollen Mainzer Stiftsfehde wurde das Amt Starkenburg an Kurpfalz wiedereinlöslich verpfändet und blieb anschließend für 160 Jahre pfälzisch. Pfalzgraf Friedrich ließ sich für seine Unterstützung von Erzbischof Dieter – im durch die Kurfürsten am 19. November 1461 geschlossenen „Weinheimer Bund“ – das „Amt Starkenburg“ verpfänden, wobei Kurmainz das Recht erhielt, das Pfand für 100.000 Pfund wieder einzulösen.
Die Gerichtsbarkeit über den Ort wurde durch die „Zent Abtsteinach“ ausgeübt. Innerhalb der Zent bildete Dürr-Ellenbach zusammen mit sechs weiteren Orten (Hartenrod, Gadern, Kocherbach, Aschbach, Lützelbach, Buchklingen) und neun Höfen in Wald-Michelbach das „Hartenroder Gericht“, ein gemeinsames Schultzengericht. Appellationsgericht und Oberhof waren das Zentgericht in Abtsteinach und bis 1782 der Oberhof in Heppenheim. Zwischenzeitlich wurde der Status des „Hartenroder Gerichts“ wohl aufgewertet, denn 1654 wurde von einem „Ganz Gericht“ berichtet. Anfang des 16. Jahrhunderts war der Ort eine Filiale der Pfarrei in Güttersbach.
In den Anfängen der Reformation sympathisierten die pfälzischen Herrscher offen mit dem lutherischen Glauben, aber erst unter Ottheinrich (Kurfürst von 1556 bis 1559) erfolgte der offizielle Übergang zur lutherischen Lehre. Danach wechselten seine Nachfolger und gezwungenermaßen auch die Bevölkerung mehrfach zwischen der lutherischen, reformierten und calvinistischen Religion. Die Orte der „Zent Abtsteinach“ gehörten 1568 zur reformierten Pfarrei Waldmichelbach.
Als im Laufe des Dreißigjährigen Krieges (1618–1648) spanische Truppen der „Katholischen Liga“ die Region eroberten, wurde 1623 die Kurmainzer Herrschaft wieder hergestellt. Dadurch wurde die durch die Pfalzgrafen eingeführte Reformation weitgehend rückgängig gemacht und die Bevölkerung musste wieder zum katholischen Glauben zurückkehren. Zwar zogen sich die spanischen Truppen nach 10 Jahren vor den anrückenden Schweden zurück, aber nach der katastrophalen Niederlage der Evangelischen in der Nördlingen 1634 verließen auch die Schweden die Bergstraße und mit dem Schwedisch-Französischen Krieg begann ab 1635 das blutigste Kapitel des Dreißigjährigen Krieges. Aus der Region berichten die Chronisten aus jener Zeit: „Pest und Hunger wüten im Land und dezimieren die Bevölkerung, sodass die Dörfer öfters völlig leer stehen“. Mit dem Westfälischen Frieden von 1648 wurde die Einlösung der Pfandschaft endgültig festgeschrieben. 1658 lässt der Mainzer Erzbischof Johann Philipp von Schönborn in Ober-Abtsteinach eine dem heiligen Bonifatius geweihte Kirche errichten, zu dessen Pfarrei 23 Orte gehören, die einzige Kirche der ganzen „Zent Abtsteinnach“ war und zum „Bergsträßer Landkapitel“ zählte.
Aus dem Jahr 1654 ist bekannt, dass der Ort aus 2 1/4 Huben bestand und der Zehnte zu 2/3 an die Kurmainzer Kellerei zu Heppenheim und zu 1/3 an den Grafen zu Erbach abgeführt werden musste.
Als es 1782 zu einer Umstrukturierung im Bereich des Kurmainzer Amtes Starkenburg kam, wurde der Bereich des Amtes in Unterämter eingeteilt und das Amt in Oberamt umbenannt. Die Zent Abtsteinach, in der Dürr-Ellenbach lag, wurde dem neu errichteten Amt Fürth unterstellt. Zwar blieb die Zentordnung mit dem Zentschultheiß formal bestehen, dieser konnte jedoch nur noch die Anordnungen der übergeordneten Behörden (Oberamt Starkenburg, Unteramt Fürth) ausführen. Das „Oberamt Starkenburg“ gehörte verwaltungsmäßig zum „Unteren Erzstift“ des Kurfürstentums Mainz.

### Vom 19. Jahrhundert bis heute

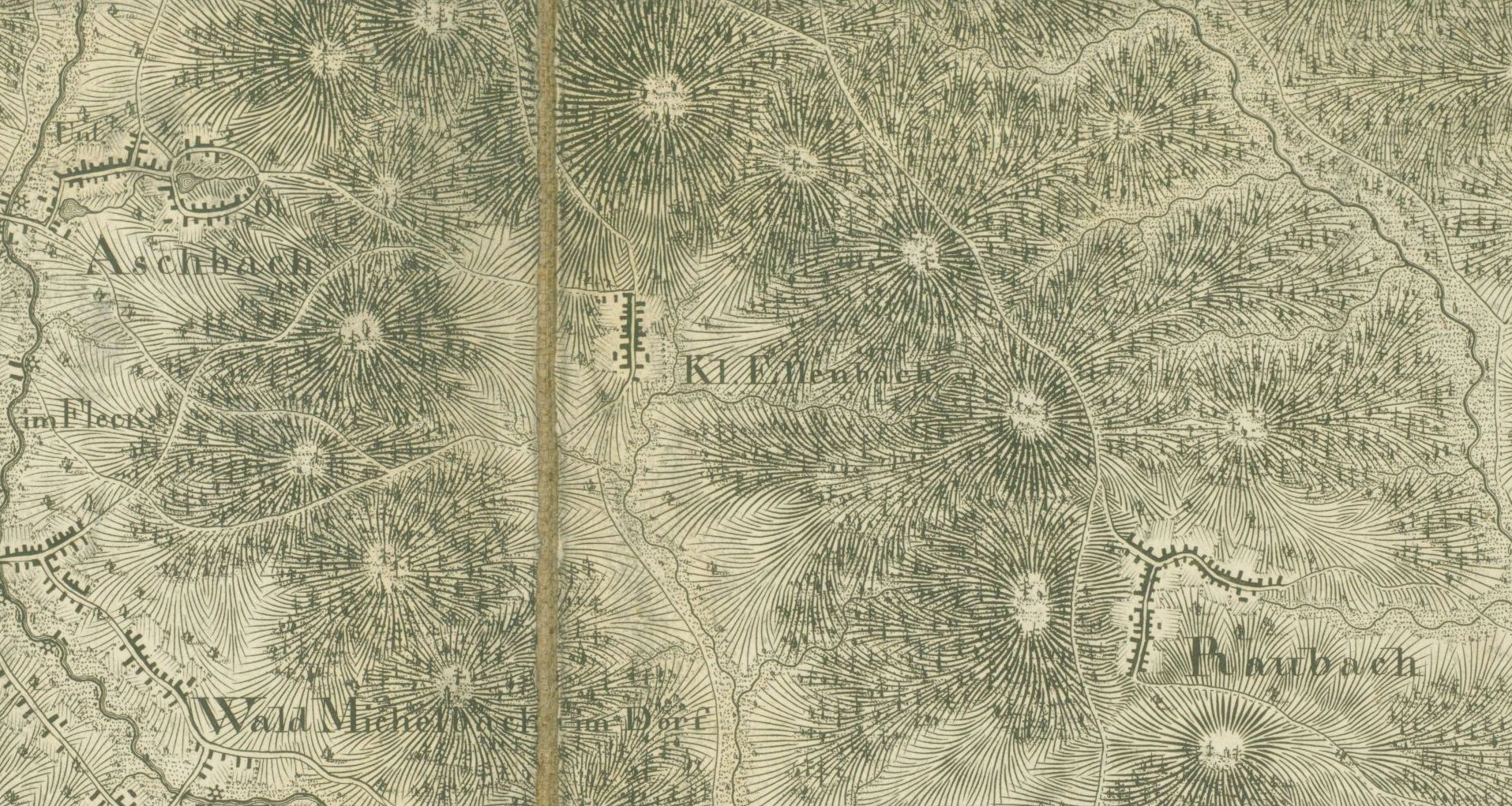
Ausschnitt aus der Haas´schen Karte von etwa 1800 mit Dürr-Ellenbach, welches hier noch als Klein-Ellenbach bezeichnet wird.

Die weitere Geschichte ist weitgehend mit der Aschbachs identisch, so wird auch Dürr-Ellenbach 1803 hessisch. Ab 1821 wird Dürr-Ellenbach wie Aschbach von der Bürgermeisterei in Gadern des Landratsbezirks Lindenfels im Großherzogtum Hessen verwaltet.
Konrad Dahl berichtet 1812 in seiner Historisch-topographisch-statistische Beschreibung des Fürstenthums Lorsch, oder Kirchengeschichte des Oberrheingaues über
Dürr-Ellenbach als Ort des „Hartenroder Gerichts“ der „Zent Abtsteinach“:

„Dürrelmbach (Dürellenbach oder Kleinellenbach) ein Weiler von 2 Huben mit 3 Häusern und 42 Selen. 1/4 Stunde von dem vorigen Orte (Aschbach) entfernt.“

Die Statistisch-topographisch-historische Beschreibung des Großherzogthums Hessen berichtet 1829 über Dürr-Ellenbach:

„Dürrellenbach (L. Bez. Lindenfels) kath. Filialdorf; auch Kleinellenbach; liegt 3 1/4 St. von Lindenfels, hat 5 Häuser und 52 Einw., die bis auf 1 Reform. katholisch sind. Im Jahr 1802 kam der Ort von Mainz an Hessen.“

Dürr-Erlenbach kam dann, wie auch Aschbach, 1832 zum Kreis Heppenheim und gehörte von zwischenzeitlich (1852–1874) zum Kreis Lindenfels, bevor der Kreis Heppenheim im heutigen Landkreis Bergstraße aufging.
Im Neuestes und gründlichstes alphabetisches Lexicon der sämmtlichen Ortschaften der deutschen Bundesstaaten von 1845 findet sich folgender Eintrag:

„Ellenbach, auch Dürrellenbach, Kleinellenbach genannt. — Dorf, zur reform. Pfarrei Waldmichelbach, resp. kathol. Pfarrei Abtsteinach gehörig. — 5 H. 52 E. — Großherzogth. Hessen. — Provinz Starkenburg. — Kreis Heppenheim. — Landgericht Fürth. — Hofgericht Darmstadt.“

Die im Dezember 1852 aufgenommenen Bevölkerungs- und Katasterlisten ergaben für Dürr-Ellenbach: Katholisches Filialdorf (auch Kleinellenbach oder Dürrellenbacher Höfe) mit 45 Einwohnern. Die Gemarkung besteht aus 1335 Morgen, davon 301 Morgen Ackerland, 70 Morgen Wiesen und 1013 Morgen Wald. In den Statistiken des Großherzogtums Hessen werden, bezogen auf Dezember 1867, für das Filialdorf Dürr-Ellenbach mit der Bürgermeisterei in Aschbach 3 Häuser, 27 Einwohner, der Kreis Lindenfels, das Landgericht Fürth, die evangelische Pfarrei Wald-Michelbach mit dem Dekanat in Lindenfels und die katholische Pfarrei Wald-Michelbach des Dekanats Heppenheim angegeben.
Als Mitte des 19. Jahrhunderts die Lebensverhältnisse im Odenwald immer schlechter wurden, wanderte fast die gesamte Einwohnerschaft von Dürr-Ellenbach nach Amerika aus. Übrig blieb nur der Hof des Johann Georg Göltz, der als gräfliches Forsthaus und später als Revierförsterei bzw. Dienstwohnung genutzt wurde. Im Jahr 1927 wurde Gemarkungsgröße mit 333,8 ha angegeben. Am 1. April 1939 wurde die Gemarkung Dürr-Ellenbach in die Gemeinde Aschbach eingegliedert und als Flur 5 in der Gemarkung Aschbach weitergeführt. Zusammen mit Aschbach wurde das Gebiet von Dürr-Ellenbach am 1. Oktober 1971 Teil der Gemeinde Wald-Michelbach.
Nach der Forstreform 2005 im heutigen Hessen-Forst wurde die Försterei Dürr-Ellenbach aufgelöst und das Forsthaus ist seitdem nur noch die Mietwohnung eines Forstarbeiters.

### Verwaltungsgeschichte im Überblick
Die folgende Liste zeigt die Staaten und Verwaltungseinheiten, denen Dürr-Ellenbach angehört(e):
- vor 1782: Heiliges Römisches Reich, Kurfürstentum Mainz, Amt Starkenburg (1461–1650 an Kurpfalz verpfändet), Zent Abtsteinach, Gericht Hartenrod
- ab 1782: Heiliges Römisches Reich, Kurfürstentum Mainz, Unteres Erzstift, Oberamt Starkenburg, Amtsvogtei Fürth, Gericht Hartenrod
- ab 1803: Heiliges Römisches Reich, Landgrafschaft Hessen-Darmstadt,[Anm. 2] Fürstentum Starkenburg, Amt Fürth
- ab 1806: Großherzogtum Hessen,[Anm. 3] Fürstentum Starkenburg, Amt Fürth
- ab 1812: Großherzogtum Hessen, Fürstentum Starkenburg, Amt Waldmichelbach
- ab 1815: Großherzogtum Hessen[Anm. 4], Provinz Starkenburg, Amt Waldmichelbach
- ab 1821: Großherzogtum Hessen, Provinz Starkenburg, Landratsbezirk Lindenfels[Anm. 5]
- ab 1832: Großherzogtum Hessen, Provinz Starkenburg, Kreis Heppenheim
- ab 1848: Großherzogtum Hessen, Regierungsbezirk Heppenheim
- ab 1852: Großherzogtum Hessen, Provinz Starkenburg, Kreis Lindenfels
- ab 1874: Deutscher Bund, Großherzogtum Hessen, Provinz Starkenburg, Kreis Heppenheim
- ab 1871: Deutsches Reich,[Anm. 6] Großherzogtum Hessen, Provinz Starkenburg, Kreis Heppenheim
- ab 1918: Deutsches Reich, Volksstaat Hessen,[Anm. 7] Provinz Starkenburg, Kreis Heppenheim
- ab 1938: Deutsches Reich, Volksstaat Hessen, Landkreis Bergstraße[12][Anm. 8]
- ab 1939: Deutsches Reich, Volksstaat Hessen, Landkreis Bergstraße, Gemeinde Aschbach[Anm. 9]

### Gerichtszugehörigkeit in Hessen
Mit Einrichtung der Landgerichte im Großherzogtum Hessen war ab 1821 das Landgericht Fürth das Gericht erster Instanz. 1853 wurde daraus ein neuer Landgerichtsbezirk ausgegliedert, das Landgericht Waldmichelbach, zu dem auch  Dürr-Ellenbach gehörte.
Anlässlich der Einführung des Gerichtsverfassungsgesetzes mit Wirkung vom 1. Oktober 1879, infolge derer die bisherigen großherzoglich hessischen Landgerichte durch Amtsgerichte an gleicher Stelle ersetzt wurden, während die neu geschaffenen Landgerichte nun als Obergerichte fungierten, wurde nun das Amtsgericht Wald-Michelbach im Bezirk des Landgerichts Darmstadt zuständig.
1943 wurde der Amtsgerichtsbezirk Wald-Michelbach kriegsbedingt vorübergehend aufgelöst, dem Amtsgericht Fürth zugeordnet und dort als Zweigstelle geführt, was nach dem Krieg wieder rückgängig gemacht wurde. Zum 1. Juli 1968 wurde dann das Amtsgericht Wald-Michelbach aufgelöst, womit  Dürr-Ellenbach in die Zuständigkeit des Amtsgerichts Fürth kam.

### Einwohnerentwicklung
| Dürr-Ellenbach: Einwohnerzahlen von 1829 bis 1925 | Dürr-Ellenbach: Einwohnerzahlen von 1829 bis 1925 | Dürr-Ellenbach: Einwohnerzahlen von 1829 bis 1925 | Dürr-Ellenbach: Einwohnerzahlen von 1829 bis 1925 | Dürr-Ellenbach: Einwohnerzahlen von 1829 bis 1925 |
| --- | ------------------------------------------------- | ------------------------------------------------- | ------------------------------------------------- | ------------------------------------------------- |
| Jahr |                                                   |                                                   |                                                   | Einwohner                                         |
| 1829 | 1829                                              |                                                   | 52                                                | 52                                                |
| 1834 | 1834                                              |                                                   | 48                                                | 48                                                |
| 1840 | 1840                                              |                                                   | 46                                                | 46                                                |
| 1846 | 1846                                              |                                                   | 47                                                | 47                                                |
| 1852 | 1852                                              |                                                   | 45                                                | 45                                                |
| 1858 | 1858                                              |                                                   | 39                                                | 39                                                |
| 1864 | 1864                                              |                                                   | 34                                                | 34                                                |
| 1871 | 1871                                              |                                                   | 19                                                | 19                                                |
| 1875 | 1875                                              |                                                   | 20                                                | 20                                                |
| 1885 | 1885                                              |                                                   | 12                                                | 12                                                |
| 1895 | 1895                                              |                                                   | 3                                                 | 3                                                 |
| 1905 | 1905                                              |                                                   | 2                                                 | 2                                                 |
| 1910 | 1910                                              |                                                   | 4                                                 | 4                                                 |
| 1925 | 1925                                              |                                                   | 6                                                 | 6                                                 |
| Datenquelle: Historisches Gemeindeverzeichnis für Hessen: Die Bevölkerung der Gemeinden 1834 bis 1967. Wiesbaden: Hessisches Statistisches Landesamt, 1968. Weitere Quellen: LAGIS |                                                   |                                                   |                                                   |                                                   |

## Verkehr
Dürr-Ellenbach ist nur über Wald- und Wanderwege erreichbar. Das Forsthaus ist durch eine Forststraße erschlossen, die von der Landesstraße L 3120 (Affolterbach – Olfen) nach Süden abzweigt.